# Весёлая Слободка
Весёлая Слободка (укр. Весела Слобідка) — село, входит в Макаровский район Киевской области Украины.
Население по переписи 2001 года составляло 178 человек. Почтовый индекс — 08052. Телефонный код — 4578. Занимает площадь 0,92 км².

## Местный совет
08052, Київська обл., Макарівський р-н, с. Грузьке, вул. Леніна, 2

## Галерея

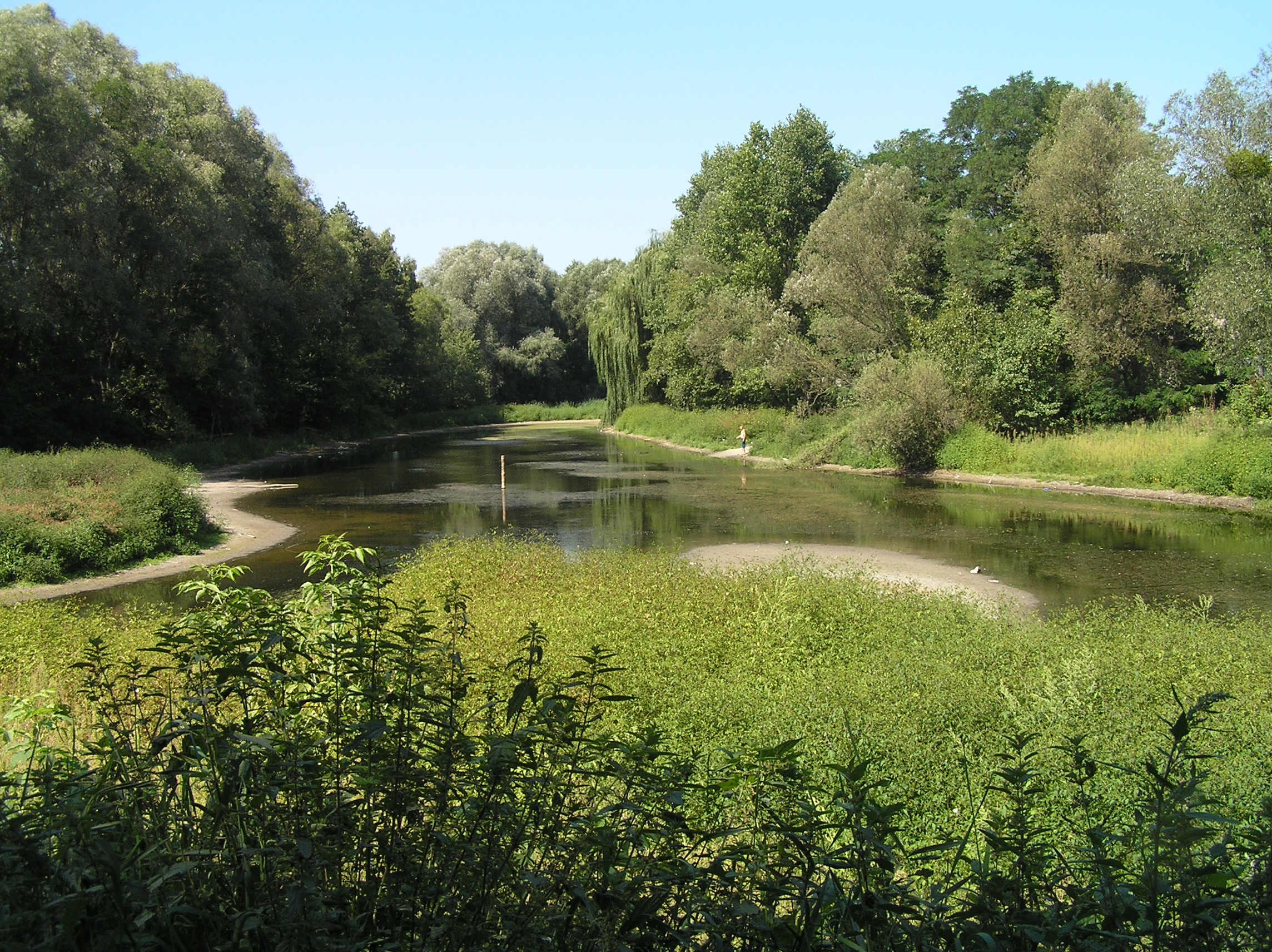
Река Сивка
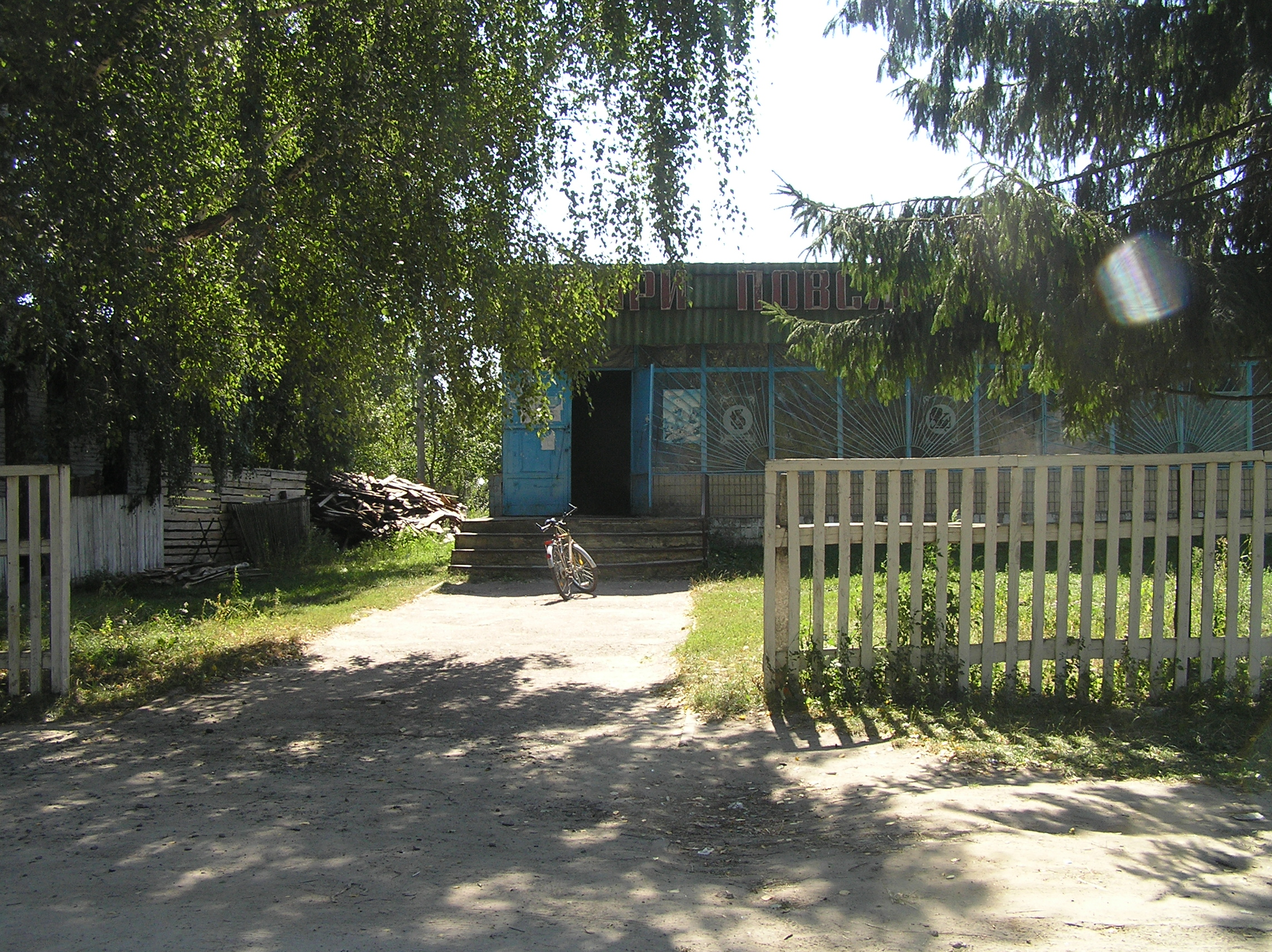
Магазин
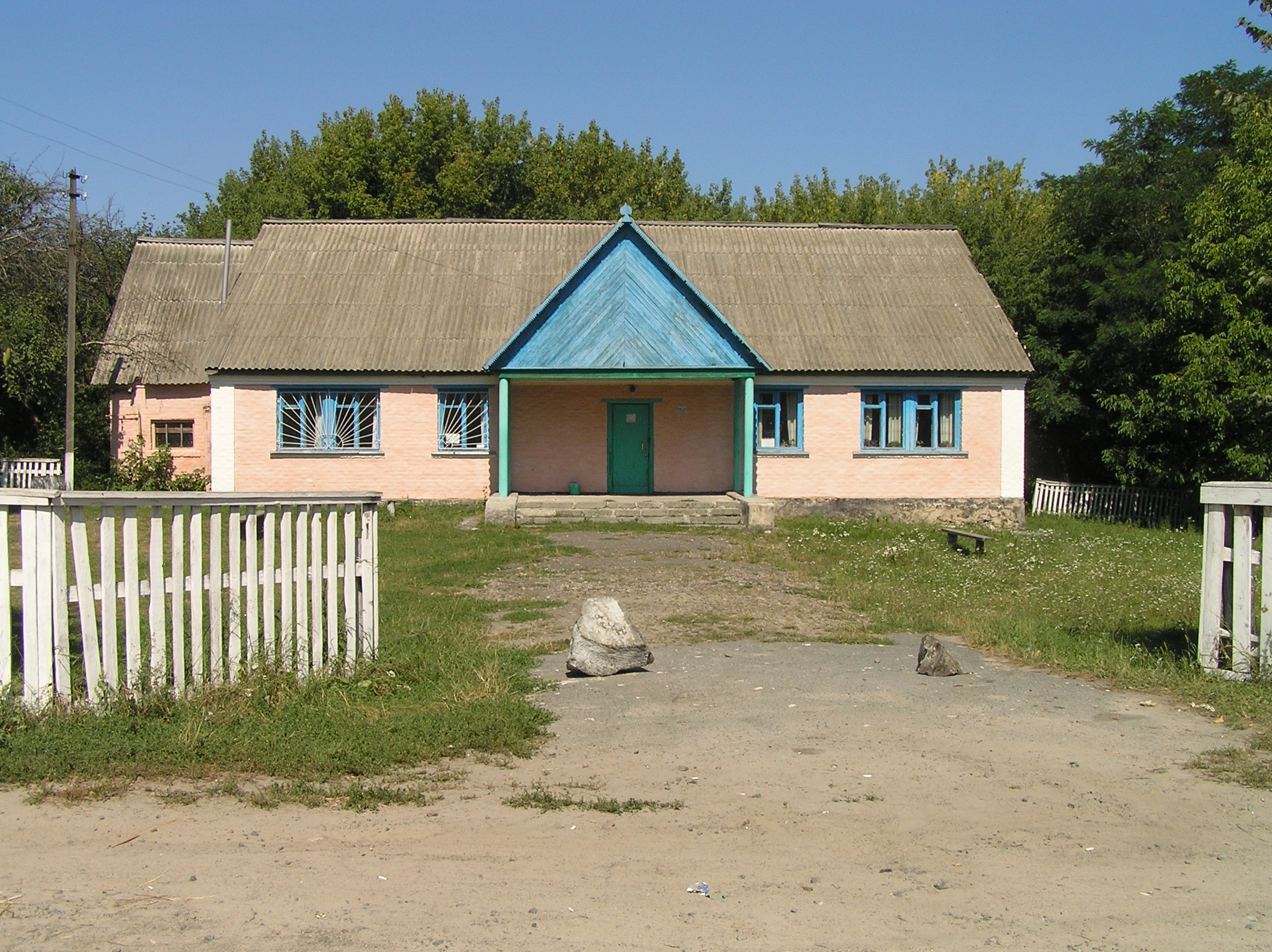
Сельский клуб